# 11553 Scheria
A 11553 Scheria (ideiglenes jelöléssel (11553) 1993 BD6) a Naprendszer kisbolygóövében található aszteroida. Eric Walter Elst fedezte fel 1993. január 27-én.

## Kapcsolódó szócikk
- Kisbolygók listája (11501–12000)